# Pedro Sans Jordá
Pedro José Sans Jordá, O.P. , San Pedro Mártir (Ascó, 22 de septiembre de 1680 - Fuchou, 26 de mayo de 1747) fue un presbítero español enviado como obispo misionero a China. Fue declarado mártir y canonizado por la Iglesia católica en el año 2000.

## Primeros años
Sans nació el 22 de septiembre de 1680 en Ascó (Tarragona). En 1698 profesó su votos religiosos como miembro de la Orden Dominicana en Lérida. Después de completar sus estudios teológicos, fue ordenado sacerdote el 20 de septiembre de 1704. Posteriormente pasó al Convento de San Ildefonso en Zaragoza, donde ejerció de predicador itinerante.

## Misión en China y martirio
Sans se ofreció como voluntario y fue aceptado para servir en China. Arribó a Filipinas en 1713 para prepararse para esta misión, donde estudió el idioma chino durante dos años. El 12 de junio de 1715 partió hacia China con un pequeño grupo de frailes, donde comenzó un ministerio que duró más de 30 años. En enero de 1728, la Sagrada Congregación para la Propagación de la Fe lo nombró vicario coadjutor apostólico de Fujian, por lo que fue consagrado obispo el 22 de febrero de 1730 por el obispo de Nankín, con la nueva sede titular de Mauricastro. Sucedió al cargo de vicario en enero de 1732, tras la muerte de fray Magino Ventallol, O.P., quien no había podido ser consagrado obispo durante los trece años de su administración.
Sans fue arrestado por las autoridades imperiales chinas en 1741, junto con otros cuatro frailes. Sufrieron tortura y un largo encarcelamiento en Fuchou. Finalmente, el 26 de mayo de 1747, Sans fue decapitado en Fuchou. En octubre de 1748, llegó la noticia de que uno de sus compañeros había sido nombrado obispo coadjutor por la Santa Sede. Los demás frailes fueron ejecutados inmediatamente después de esa noticia.

## Beatificación y canonización
Él y sus compañeros fueron beatificados por el papa León XIII el 14 de mayo de 1893. Fueron incluidos entre un grupo de 120 santos conocidos colectivamente como los «Santos Mártires de China», que fueron canonizados el 1 de octubre de 2000 por el papa Juan Pablo II. Al grupo se le dio la fiesta del 9 de julio.
Anteriormente, su fiesta se guardaba el 3 de junio, que sigue siendo la fecha que mantienen los dominicanos que siguen el Calendario general romano de 1960, como parte del tradicional rito dominicano, que estaba vigente antes de los cambios que ocurrieron después del Vaticano II. El mantenimiento del calendario general romano de 1960 está de acuerdo con los permisos universales que fueron aclarados en Summorum Pontificum.